# سورا (فیلم ۱۹۳۱)
سِوِرا (به پرتغالی: A Severa) فیلمی در ژانر زندگینامه‌ای به کارگردانی خوزه لیتائو د باروس است که بر اساس رمانی از زندگی خواننده فادو «ماریا سِوِرا اونوفریانا» اثر «خولیو دانتاس» ساخته شده و در سال ۱۹۳۱ منتشر شد. این فیلم اولین فیلم کاملاً ناطق سینمای پرتغال است. این فیلم امروزه به ندرت دیده می‌شود و از محبوبیت دیگر فیلم‌های دهه ۱۹۳۰ که دوره طلایی سینمای پرتغال خوانده می‌شود، برخوردار نیست.